# Ritratti (Isabella Teotochi Albrizzi)
Ritratti è una raccolta di descrizioni fisiche e morali di Isabella Teotochi Albrizzi pubblicata in più edizioni a partire dal 1807.

## La genesi dell'opera
Alcune descrizioni erano state già lette in pubblico nel corso degli anni precedenti ma la dama inizia a considerare il proprio impegno letterario qualcosa di più di un puro divertissement da salotto, se decide, nel 1806, di porre il ritratto di Aurelio de' Giorgi Bertola nelle mani dell'editore Giovanni Rosini.
Gli comunica poi il 22 novembre:
Rosini non rispose però abbastanza "sollecitamente", dal momento che Isabella accettò la proposta di Ugo Foscolo di far stampare l'opera a Brescia presso lo "stampatore" Niccolò Bettoni. Il poeta si offrì anche di vigilare sull'edizione e non risparmiò critiche nei confronti dell'editore ("da buon  Veneziano, dorme troppo di giorno, e veglia la notte quando non si lavora; e da buon stampatore, piglia troppe imprese: onde va sempre alle Kalende greche"). L'opera esce finalmente a stampa nell'agosto 1807, dedicata al figlio di Isabella, Giuseppino, improntata alle movenze dello svago mondano tipico del Settecento francese. Ne condivide i modi della fruizione orale, il gioco delle attribuzioni e di scoperta dell'originale, la nascita scaturita dall'ozio e dall'occasione.
"L'avidità con cui furono ricercati tutti gli esemplari della 1ª edizione", come si legge nella nuova prefazione dell'editore, induce Niccolò Bettoni ad intraprenderne un'altra, arricchita di prose aggiuntive tra cui le lettere sulla Mirra, in brevissimo tempo, "dal vigesimo giorno del mese di ottobre al decimo settimo di novembre del 1808". La terza edizione, datata 1816, esce dai torchi della  veneziana "Tipografia di Alvisopoli" diretta da Bartolommeo Gamba, accresciuta di cinque ritratti e della Vita di Vittoria Colonna. Rimane intatta la vecchia dedica a Giuseppino Albrizzi, viene rivoluzionata invece la struttura dell'opera che si apre ora con l'unico ritratto femminile.
Nel 1826 esce una quarta edizione dei Ritratti con l'aggiunta dei ritratti di Lord Byron e di Andrea Mustoxidi. Rosini, curatore della nuova veste tipografica, propone l'inserto delle descrizioni dei quadri di Canova. Isabella replica, stizzita, allo stampatore pisano:

## L'opera

### Ritratti
Ritratto Ⅰ. Torto mi fece il velo (madama Zigno)
Ritratto Ⅱ. Ippolito Pindemonte
Ritratto Ⅲ. 
Ritratto Ⅳ. Cavalier Morelli
Ritratto Ⅴ. 
Ritratto Ⅵ. Vivente De-Non
Ritratto Ⅶ. Giuseppe Albrizzi
Ritratto Ⅷ. Antonio Canova
Ritratto Ⅸ. Francesco Aglietti
Ritratto Ⅹ. Marchese della Maison-fort
Ritratto Ⅺ. Ugo Foscolo
Ritratto Ⅻ. 
Ritratto ⅫⅠ. Lauro Quirini
Ritratto ⅩⅣ. D'Hancarville
Ritratto ⅩⅤ. Aurelio Bertola
Ritratto ⅩⅥ. Gio. Batista Cervoni
Ritratto ⅩⅦ. Melchiorre Cesarotti
Ritratto ⅩⅧ. Benedetto Cháteneuf
Ritratto ⅩⅨ. Francesco Franceschini
Ritratto ⅩⅩ. Vittorio Alfieri
Ritratto ⅩⅪ. Antonio Teotochi
Ritratto ⅩⅫ. Cav. Mustoxidi
Ritratto ⅩⅢ. Lord Byron
Ritratto ⅩⅣ. Stefano Arteaga

### Ritratti iconografici
Ciascuna descrizione, ad eccezione di quella dell'Arteaga, è accompagnata da un'incisione opera di Francesco Novelli, forse tratte da disegni di Denon in possesso di Isabella. Dell'Albrizzi è soltanto lo scritto sottostante le incisioni, indicante i nomi dei personaggi raffigurati.

## Edizioni
- Ritratti scritti da Isabella Teotochi Albrizzi, Brescia, per Nicolo Bettoni, 1807
- n. ed. aumentata e integrata con Lettere sulla Mirra di Alfieri, Padova, per Nicolo Bettoni, 1808
- n. ed. aumentata, Venezia, Tipografia di Alvisopoli, 1816
- Ritratti, n. ed. aumentata, Pisa, presso Niccolò Capurro, 1826